# الجباس
الجَبّاس (كان اسمها أَوْلاَد جَبّاس) قرية تقع بمعتمدية حفوز بولاية القيروان من الوسط التونسي، على الطريق المحلية رقم 803 بين مدينتي حفوز والعلا. وهي تقع شمال غرب مدينة حفوز وشمال شرق مدينة العلا. وهي مركز عمادة.